# Hendrik Dreekmann
Hendrik Dreekmann (Bielefeld, 29 gennaio 1975) è un ex tennista tedesco.

## Carriera
Ottenne il suo best ranking in singolare il 30 settembre 1996 con la 39ª posizione, mentre nel doppio divenne il 28 ottobre 1996, il 296º del ranking ATP.
Pur non avendo mai vinto tornei ATP in carriera, ne raggiunse per due volte la finale uscendone in entrambi i casi sconfitto. Ciò avvenne nel 1994 al South African Open dove venne superato dal connazionale Markus Zoecke in due set, e nel 1996 al Swiss Indoors dove fu sconfitto dallo statunitense Pete Sampras con il punteggio di 5-7, 2-6, 0-6. Nel 1994 raggiunse i quarti di finale dell'Open di Francia; in quell'occasione superò il romeno Adrian Voinea, lo spagnolo Carlos Costa testa di serie numero quindici, e gli statunitensi Richey Reneberg e Aaron Krickstein prima di venir superato in cinque set dallo svedese Magnus Larsson con il punteggio di 6-3, 7–6(1), 6(3)–7, 0-6, 1-6.
Pur avendo partecipato a pochi tornei di doppio in carriera, nel 1996 in coppia con il russo Aleksandr Volkov raggiunse la finale del Waldbaum's Hamlet Cup venendo tuttavia superato dalla coppia statunitense composta da Luke Jensen e Murphy Jensen.
Ha fatto parte della squadra tedesca di Coppa Davis in tre occasioni dal 1996 al 1997 con un bilancio complessivo di due vittorie e quattro sconfitte.

## Statistiche

### Tornei ATP

#### Singolare

##### Sconfitte in finale (2)
| Legenda singolare                                 |
| Grande Slam (0)                                   |
| ATP World Tour Finals (0)                         |
| ATP Masters Series / ATP Masters 1000 (0)         |
| ATP International Gold / ATP World Tour 500 (0)   |
| ATP International Series / ATP World Tour 250 (2) |

| Numero | Data              | Torneo                       | Superficie  | Avversario in finale | Punteggio     |
| 1.     | 28 marzo 1994     | South African Open, Sun City | Cemento     | Markus Zoecke        | 4-6, 1-6      |
| 2.     | 23 settembre 1996 | Swiss Indoors, Basilea       | Cemento (i) | Pete Sampras         | 5-7, 2-6, 0-6 |

#### Doppio

##### Sconfitte in finale (1)
| Legenda singolare                                 |
| Grande Slam (0)                                   |
| ATP World Tour Finals (0)                         |
| ATP Masters Series / ATP Masters 1000 (0)         |
| ATP International Gold / ATP World Tour 500 (0)   |
| ATP International Series / ATP World Tour 250 (1) |

| Numero | Data           | Torneo                             | Superficie | Compagno         | Avversari in finale       | Punteggio |
| 1.     | 19 agosto 1996 | Waldbaum's Hamlet Cup, Long Island | Cemento    | Aleksandr Volkov | Luke Jensen Murphy Jensen | 3-6, 6-7  |

### Tornei minori

#### Singolare

##### Vittorie (3)
| Legenda tornei minori |
| Challenger (3)        |
| Futures (0)           |

| Numero | Data            | Torneo                              | Superficie    | Avversario in finale | Punteggio     |
| 1.     | 29 gennaio 1996 | Lippstadt Challenger, Lippstadt     | Sintetico (i) | Patrik Fredriksson   | 6-3, 6-4      |
| 2.     | 27 ottobre 1997 | Lambertz Open by STAWAG, Aquisgrana | Cemento (i)   | Jiří Novák           | 5-7, 7-6, 6-3 |
| 3.     | 2 novembre 1998 | Lambertz Open by STAWAG, Aquisgrana | Cemento (i)   | Orlin Stanojčev      | 7-6, 6-4      |

#### Doppio

##### Vittorie (1)
| Legenda tornei minori |
| Challenger (0)        |
| Futures (1)           |

| Numero | Data           | Torneo                                                                              | Superficie  | Compagno      | Avversari in finale         | Punteggio   |
| 1.     | 17 luglio 2006 | Internationale Westfälische Meisterschaften um den Merkur Spielothek Cup, Espelkamp | Terra rossa | Franz Stauder | Martin Emmrich Tobias Kamke | 7-5, 7–6(3) |